# USS Atlanta (CL-51)
USS Atlanta (CL-51) byl lehký křižník amerického námořnictva, který byl zároveň první postavenou lodí třídy Atlanta. Křižník byl v pořadí již třetí americkou válečnou lodí, pojmenovanou podle města Atlanta ve státě Georgie. Atlanta byla stavěna jako protiletadlový křižník určený především k protivzdušné ochraně svazů letadlových lodí. Křižník za války prošel krátkým, ale intenzivním bojovým nasazením. Nejprve se účastnil bitvy u Midway, dále bitvy u východních Šalomounů, bitvy u Santa Cruz a nakonec byl potopen v krvavé noční bitvě u Guadalcanalu, kde se skupina amerických křižníků a torpédoborců utkala se značně silnějším japonským svazem, vedeným bitevní lodí Kirišima.

## Konstrukce
Kýl křižníku Atlanta byl založen 22. duben 1940 v loděnici Federal Shipbuilding and Drydock Co. v Kearny v New Jersey. Trup byl spuštěn na vodu 6. září 1941 a dokončen 24. prosinec 1941 v Brooklyn Navy Yard v New Yorku. Prvním kapitánem lodi byl Samuel P. Jenkins.
Další téměř tři měsíce strávila loď a její posádka při výcviku, který se konal především v zátoce Chesapeake. Po menších opravách a úpravách provedených v New Yorku, se loď vydala na první operační plavbu, když 5. dubna 1942 vyplula k Panamskému průplavu a 8. dubna zakotvila v městě Cristóbal na atlantické straně průplavu. Atlanta proplula průplavem a 12. dubna se se zastávkou u neobydleného Clippertonova ostrova, kde neúspěšně pátrala po stopách nepřátelské činnosti, vydala do Pearl Harboru. Zde Atlanta 23. dubna 1942 zakotvila.

## Bitva u Midway
Na Havaji se Atlanta krátce zdržela a 3. května 1942 prodělala protiletadlový výcvik. Už 10. května ale přístav opustila aby společně s torpédoborcem USS McCall eskortovala muniční loď Rainier (AE-5) a tanker Kaskaskia (AO-27) na ostrov Nouméa v souostroví Nová Kaledonie. Dne 16. května se pak loď připojila ke svazu Task Force 16 viceadmirála Williama F. Halseyho, jehož jádrem byly letadlové lodi USS Enterprise a USS Hornet. TF 16 se vracel na Havaj, aby pomohl bránit souostroví před hrozbou japonského útoku. Pearl Harboru svaz dosáhl 26. května.
Už 28. května svaz TF 16 opět vyplul, aby byl součástí amerických sil v bitvě u Midway. V té Atlanta doprovázela a chránila letadlové lodě Enterprise a Hornet.

## Nasazení u Guadalcanalu
Po bitvě u Midway se Atlanta vrátila do Pearl Harboru. Ve dnech 21., 25. a 26. června prošla výcvikem protiletecké střelby a od 1. do 2. července 1942 byla v suchém doku, kde byl její trup očištěn, opraven a dostal nový nátěr. Od 6. července už byl křižník opět plně ve službě a ještě několikrát cvičil protileteckou palbu, absolvoval cvičné střelby na vlečené cvičné cíle a cvičil i ostřelování pobřeží některého z Havajských ostrovů.
Dne 15. července 1942 se Atlanta opět připojila k Task Force 16 a plula s ním k Tongatapu, hlavnímu ostrovu souostroví Tonga. Křižník zde 24. července doplnil palivo torpédoborci USS Maury a sám doplnil palivo z tankeru Mobilube. Jelikož se blížil počátek invaze na Guadalcanal a Američané přeskupovali síly, byla Atlanta převelena k operačnímu svazu TF 61. Od počátku operací u Guadalcanalu 7. srpna, Atlanta chránila letadlové lodě a po jejich stažení se i nadále pohybovala v oblasti ostrova.
Když se Američanům podařilo konsolidovat své pozice na ostrově, šance japonských vojsk na zvrat situace byla závislá na dodávce posil. Vrchní velitel Japonského císařského námořnictva admirál Isoroku Jamamoto proto k ostrovu vyslat kombinovanou flotilu, chránící velký konvoj. Americké letadlo tento konvoj objevilo 23. srpna 1942. Letadlové lodě Enterprise a Saratoga vyslaly ke svazu své letouny, které však japonské síly nenalezly. Den poté došlo ke střetnutí letadlových lodí, zvanému jako bitva u východních Šalomounů. Atlanta zde bránila letadlovou loď Enterprise před útoky japonských letadel. Při hlavním útoku 18 střemhlavých bombardérů Aiči D3A1 Val se Atlanta podílela na přehradné palbě a podle svého kapitána Jerkinse sestřelila až 5 letounů. Enterprise přesto utrpěla jeden přímý a několik blízkých zásahů a byla vážně poškozena.

## Další operace u Guadalcanalu
Po bitvě u Guadalcanalu se Atlanta několik dní podílela na operacích Task Force 61 a poté odplula na Tongatapu kvůli údržbě. Od 13. do 15. září tvořil křižník eskortu muniční lodě Lassen (AE-3) a transportu letadel Hammondsport (APV-2) na Nouméu. Po doplnění paliva a munice se vracel zpět. 23. září se připojil ke svazu Task Force 17, kde tvořil svaz společně s bitevní lodí USS Washington a torpédoborci USS Walke a USS Benham. Tento svaz doplul na Tongatapu 26. září a mezi 11.–14. říjnem 1942 eskortoval několik konvojů na Guadalcanal. Loď se poté připojila k TF 64 a nadále operovala poblíž Guadalcanalu.
Dne 25. října došlo k dalším střetům s japonským loďstvem, kterému se nedařilo vytlačit Američany z oblasti ostrova. Následujícího dne se Atlanta, tvořící společně s bitevní lodí Washington, těžkým křižníkem USS San Francisco, lehkým křižníkem USS Helena a dvěma torpédoborci uskupení Task Force 61, zúčastnila bitvy u Santa Cruz.

## Potopení lodi
Po skončení bitvy se Atlanta stala vlajkovou lodí uskupení TF 64.2. Její velitel, admirál Norman Scott se nalodil 28. října. Loď se poté zúčastnila noční bitvy u Guadalcanalu, kde se skupina amerických křižníků a torpédoborců utkala se značně silnějším japonským svazem, vedeným bitevní lodí Kirišima. V bitvě byla potopena jak Atlanta (potopila ji vlastní osádka) tak i její sesterská loď USS Juneau (potopila ji japonská ponorka).